# Friedrich Wilhelm Leyser (Jurist)
Friedrich Wilhelm Leyser (* 20. Januar 1658 in Halle (Saale); † 4. Januar 1720 in Magdeburg) war ein deutscher Rechtswissenschaftler und Stadtsyndikus von Magdeburg.

## Leben und Wirken
Der Sohn des Magdeburger Dompredigers Friedrich Wilhelm Leyser und der Christina Margarethe Malsius (1631–1681) studierte nach seiner Schulzeit an der Landesschule Pforta an den Universitäten in Leipzig, Erfurt und Rinteln zunächst Philosophie und Theologie und schloss dieses Studium im Jahre 1678 mit der Prüfung zum Magister ab. In Leipzig war Leyser für seinen Bruder Polykarp Leyser III. auch mehrfach als Respondent tätig. Auf Empfehlung eines Staatsministers des Fürstentums Calenberg studierte Leyser anschließend noch an der Universität Hannover Rechtswissenschaften. Danach begab er sich als Hofmeister mit einem gewissen Freiherrn von Elz auf Studienreisen und absolvierte nach seiner Rückkehr unter Hermann Zoll in Rinteln und Christoph Andreas Schubart in Erfurt seine Prüfungen zum Doctor juris utriusque.
Es folgten mehrere Verwendungen als Justitiar unter anderem an verschiedenen Klöstern und Stiften, bevor Leyser in der Regentschaft des Kurfürsten Friedrich III. zum Kurfürstlichen Brandenburgischen Rat ernannt wurde. Im Jahr 1703 folgte er schließlich einem Ruf des Stadtrates von Magdeburg, wo man ihm die Aufgabe des Stadtsyndikus übertrug. Dieses Amt übte er bis zu seinem Tode im Jahr 1720 aus. Seine Leichenpredigt hielt sein Vetter Johann Christoph Olearius.
In seiner amtlichen Funktion wurde er auf der 1717 neu gegossenen Ratsschulglocke erwähnt. Bei dem jedoch bereits 1725 erforderlich gewordenen Umguss der Glocke, wurde er dann nicht mehr genannt.
Friedrich Wilhelm Leyser war verheiratet mit Dorothea Eleonore Seyffarth (* 1664), mit der er mehrere Kinder hatte. Zwei seiner bekanntesten Enkelkinder waren der Kgl. Großbritannische Hofrat und Leibarzt von Caroline Mathilde von Großbritannien, Irland und Hannover Polykarp Friedrich von Leyser (1724–1795) sowie der Botaniker Friedrich Wilhelm von Leysser.

## Werke (Auswahl)
- Leyser, Friedrich Wilhelm/Leyser, Polycarp III. Hala Saxon: Disputatio politica De foederibus cum infidelibus, Leipzig 1676
- Conclusiones selectas circa jura connubiorum, Rinteln, 1683
- De reuisione catastri, pro gradu disputiret, Erfurt, 1685